# Данило Анђелковић
Данило Анђелковић (1878 — 1915) је био српски ветеринар и виолиниста, који је учествовао у Првом светском рату.

## Биографија
Данило је био пореклом из Алексинца, потицао из свештеничке породице, а студирао је ветерину у Француској на државној стипендији. Његов отац  је био прота Илија Јанковић, син дунђерина Стојана Јанковића, а мајка Марица, ћерка Ранђела Стојановића из Шећер мале, тадашњег дела Алексинца. У Првом светском рату био је ветеринар у краљевом коњичком одреду. Преминуо је 1915. године, приликом повлачења Срба преко Албаније, током албанске голготе. Данило је био ожењен Анђелијом, ћерком богатих трговаца Косте Микића и Персиде Хаџи Павловић, пореклом из Параћина, који су имали локале у Алексинцу. Његова супруга Анђелија је живела 105 година и са њом је имао сина Илију (рођен 1912). Поред ветерине Данило је био самоуки виолиниста, свирао и писао песме, и имао виолину која је направљена у Бечу. Супруга је имала мука с њим јер је вечери проводио по кафанама свирајући са Циганима. Виолина и данас постоји, и у поседу је Данила Анђелковића (добио је име по прадеди), школованог виолинисте и професора, који је катедру заменио свирањем на улици по Србији, и по европским и светским метрополама.